# 斯氏伏翼
斯氏伏翼（Pipistrellus sturdeei）是日本一種已滅絕的蝙蝠。

## 分佈
斯氏伏翼只在日本小笠原群島的母島出現過。但一些學者卻指牠們其實從未在日本生存過，其分佈地只是一個誤會。

## 數量
斯氏伏翼只曾發現過一個標本，現正存放在英國的伦敦自然歷史博物館內。超過一個世紀已再沒有發現更多的紀錄，故其數量等資料不明。

## 外部連結
- Animal Diversity: Pipistrellus sturdeei